# Marko Rog
Marko Rog (* 19. července 1995 Varaždín) je chorvatský fotbalista a reprezentant, momentálně působící v italském klubu Cagliari Calcio.
Působí na pozici středního záložníka, bratrancem je obránce Caykuru Rizespor Dario Melnjak.

## Kariéra
Svojí kariéru začínal v NK Varaždin, kde působill v letech 2001–2014, poté přišla nabídka na přestup do RNK Split, a hned po roce dostal laso od slavného GNK Dinamo Záhřeb. Jeho kariéra stoupala a s tím přišla i první zahraniční štace, vyhlédla si ho italská SSC Neapol, poté už putoval po hostování v Sevilla FC a Cagliari Calcio, v průběhu hostování v Cagliari Calcio byla aktivovaná opce, která činila něco mezi 13–15 milionů eur.
| Tým               | Roky působení   | Zápasy | Branky | Asistence |
| ----------------- | --------------- | ------ | ------ | --------- |
| NK Varaždin       | 2001–2014       | ?      | ?      | ?         |
| RNK Split         | 2014–2015       | 44     | 9      | 7         |
| GNK Dinamo Záhřeb | 2015–2017       | 62     | 11     | 6         |
| SSC Neapol        | 2017–2019       | 67     | 2      | 2         |
| Sevilla FC        | 2019 hostování  | 13     | 0      | 0         |
| Cagliari Calcio   | 2019–současnost | 20     | 2      | 0         |

## Mládežnické reprezentace
Jeho první zkušenost v reprezentaci Chorvatska byla v U21, kdy i odbyl debut proti Lotyšsku, když odehrál 16 minut. Dohromady odehrál za U21 okolo 12 zápasů, v nichž vstřelil 1 gól, na jeden také nahrál a obdržel 2 ŽK.

## Reprezentace
Svou premiéru si odbyl v přátelském utkání proti Argentině, kde nastoupil na 6 minut. Nakonec posbíral 17 startů včetně zápasů na Mistrovství Evropy, Ligy Národů. Žádný zásah si nepřipsal, avšak má 2 asistence a odehrál 610 minut.
| Tým            | Zápasy | Branky | Asistence |
| -------------- | ------ | ------ | --------- |
| Chorvatsko U21 | 12     | 1      | 0         |
| Chorvatsko     | 17     | 0      | 0         |